# SK Čechie Praha VIII
SK Čechie Praha VIII byl pražský fotbalový klub, který vznikl roku 1903. Jeho označení bylo odvozeno od městského obvodu Praha VIII, tedy převážně Libně. Klub byl účastníkem nejvyšší fotbalové soutěže v sezóně 1925/26, s bilancí 22 utkání, 1 vítězství, 2 remíz, 19 porážek a skóre 23:122 skončil poslední a sestoupil. V roce 1948 došlo ke změně názvu na Sokol Čechie Libeň. O rok později zanikl.

## Historické názvy
Zdroj: 
- 1903 – SK Čechie Praha VIII (Sportovní klub Čechie Praha VIII)
- 1948 – ZSJ Sokol Čechie Libeň (Závodní sportovní jednota Sokol Čechie Libeň)
- 1949 – zánik

## Umístění v jednotlivých sezonách
Zdroj: 
Legenda: Z - zápasy, V - výhry, R - remízy, P - porážky, VG - vstřelené góly, OG - obdržené góly, +/- - rozdíl skóre, B - body, červené podbarvení - sestup, zelené podbarvení - postup, fialové podbarvení - reorganizace, změna skupiny či soutěže
| Československo (1925 – 1934) |                     |        |    |   |   |    |    |     |     |    |        |
| Sezóny                       | Liga                | Úroveň | Z  | V | R | P  | VG | OG  | +/- | B  | Pozice |
| 1925/26                      | Středočeská 1. liga | 1      | 22 | 1 | 2 | 19 | 23 | 122 | -99 | 4  | 12.    |
| ...                          |                     |        |    |   |   |    |    |     |     |    |        |
| 1929/30                      | 2. asociační liga   | 2      | 14 | 5 | 2 | 7  | 34 | 38  | -4  | 12 | 5.     |
| 1930/31                      | 2. asociační liga   | 2      | 14 | 2 | 1 | 11 | 19 | 63  | -44 | 5  | 8.     |
| 1931/32                      | 2. asociační liga   | 2      | 16 | 1 | 3 | 12 | 23 | 68  | -45 | 5  | 9.     |
| 1932/33                      | 2. asociační liga   | 2      | 18 | 5 | 3 | 10 | 31 | 60  | -29 | 13 | 9.     |
| 1933/34                      | 2. asociační liga   | 2      | 18 | 2 | 3 | 13 | 34 | 64  | -30 | 7  | 9.     |